# 105-я стрелковая бригада
105-я стрелковая бригада — воинское соединение СССР в Великой Отечественной войне
Сформирована в конце 1941 года в Московском военном округе.
В апреле направлена на фронт. Вела оборонительные бои южнее и юго-западнее Белёва, прикрывая калужское и тульское направления. Понесла большие потери, 12 августа 1942 года была выведена в резерв Западного фронта.
C 22 августа 1942 по 10 сентября 1942 года участвовала в наступлении с целью уничтожения прорвавшейся группировки врага в междуречье Рессеты, Жиздры и Вытебети (район Козельска), действуя на правом фланге группы удачно форсировала Вытебеть.
10 мая 1943 года на базе бригады создана 110-я стрелковая дивизия

## Полное название
105-я отдельная стрелковая бригада

## Подчинение
- Московский военный округ — на 01.01.1942 года.
- Московский военный округ — на 01.04.1942 года.
- Западный фронт, 61-я армия, 9-й гвардейский стрелковый корпус — на 01.07.1942 года.
- Западный фронт, 61-я армия, 9-й гвардейский стрелковый корпус — на 01.10.1942 года.
- Брянский фронт, 61-я армия, 9-й гвардейский стрелковый корпус — на 01.10.1942 года.